# مغوان
مغوان روستایی است که در استان اردبیل، شهرستان گرمی، بخش مرکزی، دهستان اجارودغربی قرار دارد.

## جمعیت
بر اساس سرشماری سال ۱۳۸۵ جمعیت این روستا ۵۱۸ نفر با ۱۱۳ خانوار بوده‌است.